# Hydraecia songariae
Hydraecia songariae är en fjärilsart som beskrevs av Alphéraky 1882. Hydraecia songariae ingår i släktet Hydraecia och familjen nattflyn. Inga underarter finns listade i Catalogue of Life.